# Гаврусевич Борис Олександрович
Борис Олександрович Гаврусевич (21 грудня 1908 — 27 березня 1965) — радянський вчений у галузі геохімії і мінералогії гранітних пегматитів.

## Біографія

Могила Бориса Гаврусевича

Народився 21 грудня 1908 року. У 1932–1934 роках — аспірант Мінералогічного інституту АН СРСР, одночасно в 1929–1930 працював в Геологічному комітеті. З 1935 року вів викладацьку роботу, був професором в університетах Свердловська, Пермі, Іркутська. З 1945 року — професор Київського університету.
Помер 27 березня 1965 року. Похований в Києві на Байковому кладовищі (ділянка № 1).